# Денисов, Василий Яковлевич
Василий Яковлевич Денисов (январь 1955, Пешнигорт, Коми-Пермяцкий национальный округ — 1996) — советский тяжелоатлет. Мастер спорта СССР международного класса.
Тяжелой атлетикой начал заниматься с 1971 г. С первого курса Кудымкарского медицинского училища был призван в армию. Службу проходил в спортивной роте Перми. В 1974 году на чемпионате Вооруженных Сил в Москве в весовой категории 67,5 кг выполнил норматив мастера спорта. Далее выступал в полусредней весовой категории (до 75 кг.).
Погиб в 1996 г.

## Достижения
- Чемпион СССР: 1980 — 340 кг (152,5 + 187,5).
- Бронзовый призёр чемпионата СССР: 1977 — 322,5 кг (142,5 + 180) и 1979: 332,5 кг (150 + 182,5).
- Победитель первенства ВВС СССР: 1978.
- Обладатель Кубка спортивного клуба дружественных армий: 1978, Франкфурт, ГДР  — 340 кг (150 рывок + 190 толчок)
- Победитель Спартакиады народов РСФСР: 1979, Липецк — 330 кг — чемпион России.